# Gehyra pilbara
Gehyra pilbara (пілбарська дтелла) — вид геконоподібних ящірок родини геконових (Gekkonidae). Ендемік Австралії.

## Поширення і екологія
Пілбарські дтелли мешкають в регіоні Пілбара у Західній Австралії та на півдні плато Барклі на Північній Території. Вони живуть серед валунів і скель в лісах і рідколіссях, часто поблизу термітників.